# ATM (Mixtape)
ATM (Abkürzung für „After Tuesday Morning“; zugleich im Englischen eine Abkürzung für Geldautomat) ist das vierte Mixtape der Hamburger Rapperin Haiyti. Es wurde am 31. August 2018 zum Download über das Label Vertigo Records veröffentlicht.

## Produktion
Die Lieder des Mixtapes wurden unter anderem von den Musikproduzenten AsadJohn, BobbySan und SDBY produziert.

## Covergestaltung
Das Albumcover zeigt einen roten Geldautomat, auf dessen rosa Display die weißen Schriftzüge Haiyti und After Tuesday Morning zu sehen sind.

## Gastbeiträge
Auf fünf Liedern des Mixtapes sind neben Haiyti andere Künstler vertreten. So ist der Rapper Joey Bargeld an den Songs So Special und Hardbreak beteiligt, während der Rapper Fruchtmax auf Milliardärslounge zu hören ist. Der Track 10er Pack ist eine Kollaboration mit dem Rapper GPC. Außerdem hat der Rapper JACE einen Gastauftritt bei Avanti.

## Titelliste
| #  | Titel             | Gastmusiker  | Länge |
| -- | ----------------- | ------------ | ----- |
| 1  | So Special        | Joey Bargeld | 2:30  |
| 2  | Homezone          |              | 3:42  |
| 3  | Avanti            | JACE         | 3:03  |
| 4  | Payback           |              | 2:54  |
| 5  | Milliardärslounge | Fruchtmax    | 2:35  |
| 6  | No Team           |              | 2:11  |
| 7  | Hardbreak         | Joey Bargeld | 3:19  |
| 8  | Wieder auf LVL    |              | 2:46  |
| 9  | Baeblade          |              | 2:11  |
| 10 | 10er Pack         | GPC          | 3:12  |
| 11 | Badgirl           |              | 1:22  |

## Videos
Am 22. August 2018 wurde ein Musikvideo zum Song So Special veröffentlicht. Vier Tage später folgte ein Video zu Homezone und am 24. Oktober 2018 erschien ein Video zu Wieder auf LVL. Zudem wurde das Split-Video Payback / No Team am 17. November 2018 veröffentlicht.

## Rezeption
| Professionelle Bewertungen | Professionelle Bewertungen |
| -------------------------- | -------------------------- |
| Kritiken                   |                            |
| Quelle                     | Bewertung                  |
| laut.de                    | [ 2 ]                      |

Kay Schier von laut.de bewertete das Mixtape mit vier von möglichen fünf Punkten. ATM halte „das Niveau ihrer anderen Veröffentlichungen spielend.“ Wem Haiytis Musik vorher schon gefallen habe, dem biete das Mixtape „alles, was man sich wünscht. Dreizehn schnörkellose, überwiegend rohe Hits in amerikanischer Mixtapetradition. Immer noch einzigartig, immer noch unterbewertet.“ Es sei ein „astreines Release für den Sommer wie für den Herbst, für den Club wie für emotionale Gespräche im Club.“